# Курт Аланд
Курт Аланд (нім. Kurt Aland 28 березня 1915, Берлін — 13 квітня 1994, Мюнстер) — німецький євангелічний богослов, екзегет, фахівець з церковної історії і текстології Нового Завіту, професор Вестфальського університету імені Вільгельма в Мюнстері.

## Життєпис
У 1933 вступив до Берлінського університету ім. Гумбольдтів, де вивчав теологію, філологію, археологію та історію.
У 1938 склав іспит з теології не в самому університеті, а в так званій Сповідуючій церкві (гілки Євангелічної церкви Німеччини, яка чинила опір нацистському режиму), до якої Аланд приєднався у 1935. У Сповідуючій церкві Курт брав участь у виданні журналу «Молода церква».
У 1939 Аланд захищає ліценціат з теології під керівництвом професора церковної історії Ганса Ліцманна (1875—1942).
У 1939 призваний на військову службу, в 1940 отримав важке поранення у Франції, а вже в наступному році демобілізувався.
У тому ж році став головним редактором «Богословської літературної газети» («Theologische Literaturzeitung»), де публікувалися рецензії на книги і статті з теології. У 1941 захистив докторську дисертацію.
1944 став пастором Євангелічної церкви Німеччини.
У 1946 році в совєцькій окупаційній зоні був призначений екстраординарним професором богословського факультету Берлінського університету.
З 1947 крім викладання в Берлінському університеті очолює професорську кафедру Університету Галле.
У 1950 став почесним доктором богословського факультету Геттінгенського університету.
Через критичне ставлення до політичного режиму НДР був заарештований в 1953, але після тримісячного перебування у в'язниці — випущений.
У 1958 разом з сім'єю емігрував до ФРН і влаштувався в Мюнстері. Його багатюща бібліотека, що складалася з 8 тисяч томів, була конфіскована на користь університету.
У 1959 Аланд стає професором Вестфальського університету імені Вільгельма в Мюнстері.
Тут він заснував Інститут новозавітної текстології в 1959 і керував ним до виходу на пенсію в 1983. Діяльність Аланда в інституті отримала всесвітню популярність у зв'язку з виданням (спільно з Ервіном Нестле) критичного грецького тексту Нового Заповіту, що враховує більшість збережених новозавітних папірусів і рукописів. Це видання відоме під назвою «Новий Завіт Грецькою в редакції Нестле–Аланда», воно витримало численні перевидання (останнє, 28-е видання вийшло в 2012). Крім цього, Аланд видавав і інші праці з новозавітної текстології.
Крім досліджень в галузі текстології Нового Завіту, Аланд широко знаний як церковний історик, який вивчав як раннє християнство, так і історію Реформації.
Член Нідерландської королівської академії наук (1976), член-кореспондент Британської академії (1969). Також став почесним доктором богословського факультету Геттінгенського університету (1950) і Сент-Ендрюського університету (Шотландія, 1957).